# Germán Busch (provins)

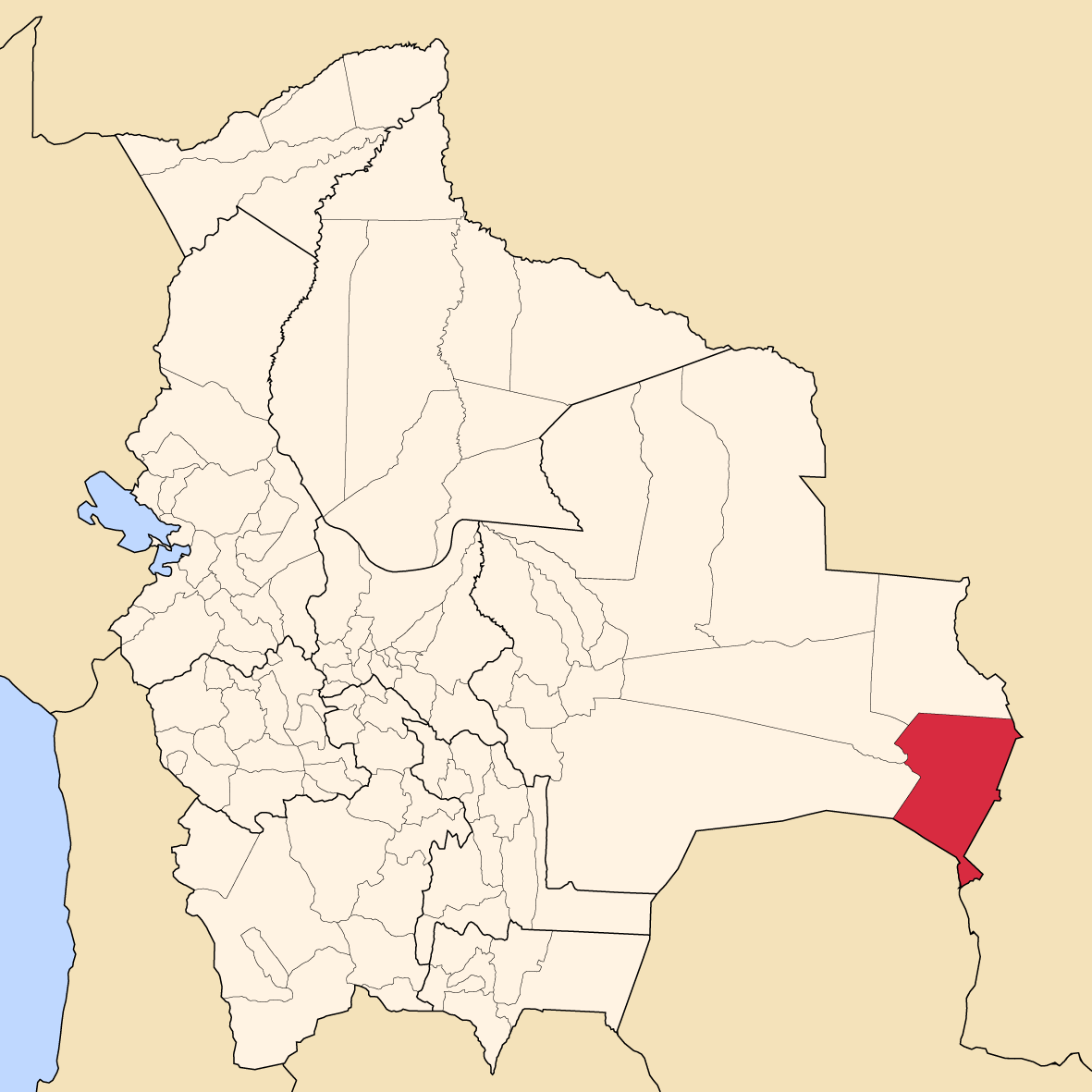
Provinsens läge i Bolivia

Germán Busch är en provins i departementet Santa Cruz i Bolivia. Den administrativa huvudorten är Puerto Suárez.